# 奥托·德雷舍尔
奥托·约翰·德雷舍尔（Otto Johann Drescher，1895年10月5日 - 1944年8月13日）是一位第二次世界大战期间的納粹德國德意志國防軍将领，曾擔任第35步兵師以及第267步兵師指揮官參與波蘭戰役、法國戰役、巴巴羅薩行動、比亞韋斯托克–明斯克戰役、基輔戰役、莫斯科戰役、巴格拉基昂行動，並获颁骑士铁十字勋章。最终於1944年8月13日在克莱佩达戰死，